# Thunblom
Thunblom är ett svenskt efternamn med ursprung i Svedvi socken, som även kan skrivas Tunblom. Den 21 januari 2024 var följande antal personer bosatta i Sverige med namnvarianterna
- Thunblom: 59
- Tunblom: 1

Med båda stavningarna har namnet använts som svenskt soldatnamn vid Tuna/Thuna ägor i Svedvi socken, där Tunblom är den äldre varianten. Svedvi socken ingår idag i Hallstahammars kommun.
Variationen Thunblom förekommer även i USA där ca 14 personer hade det som efternamn den 21 januari 2024.